# Borca (Neamţ)
Borca é uma comuna romena localizada no distrito de Neamţ, na região de Moldávia. A comuna possui uma área de 205.18 km² e sua população era de 6597 habitantes segundo o censo de 2007.